# 九五式野戦力作車
九五式野戦力作車 リキ（きゅうごしきやせんりきさくしゃ リキ）は大日本帝国陸軍が開発した工兵車両である。ほか名称には九五式力作機、九五式力作車が使われる。野戦力作車の用途は野戦で必要な重材料を取り扱う事である。これにより橋の修理と建設、交通路の障害排除、重器材の修理が行える。車体は強馬力のエンジンを積み、起重機もこのエンジンで操作する。

## 整備
日本陸軍では満州事変前後に工兵機材の機械化を推し進めており、本車もその頃に開発されたものと思われる。1934年（昭和9年）、日本初の諸兵科連合の機械化部隊が生まれ、独立混成第一旅団と命名された。この旅団では、独立歩兵第一連隊、独立野砲兵第一連隊、戦車第三、第四大隊に独立工兵第一中隊がついた。工兵は全員が自動貨車に乗り、装甲作業機を装備した。一般師団工兵の機械化の検討は昭和15年に工兵学校で行われた。工兵連隊は小行李、大行李、器材小隊という従来からの機械化の乏しい編成だった。これに発電車、空気圧縮車、工作車、溶接切断車、力作車、製材車を配備し、自動貨車20両を割り当てる予定であったが、この編成を達成したのは一部であった。
東京瓦斯電気工業は陸軍の要求に応じて特殊な車両を製作しているが、記録には1934年にリキ、九五式野戦力作車の名称で製造がおこなわれている。詳細な生産台数は不明である。1939年（昭和14年）の調弁器材表には機力器材として九五式力作機20両が、さらに1940年（昭和15年）の調達器材表では機力器材として九五式力作機18両が予定されている。昭和16年度の整備品実績表では33両を要求し28両が完成している。
工場側の記録では、日立製作所で1944年以後13両完成の記録がある。また池貝自動車では1941年12月から翌年3月までに28両を生産した。

## 構造

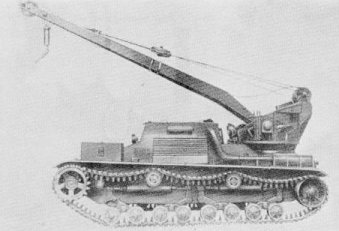
側面。

本車は操縦室を車体の中央前よりに配置し、車体後部にターンテーブルを設け、ここに360度旋回できる3tジブ・クレーンを据え付けている。クレーンの動力は車体のエンジンから変速機、さらにギアボックスを介して供給される。クレーン全長は5.54m、クレーン基部左側には扉が設けられ、ここから金網に覆われた操作席に入る。クレーンは3種類のレバーとクラッチペダル3つで操作される。クレーンのウィンチは巻上容量1.5t、ケーブルは直径20mmのものを用いた。クレーンは不使用時に操作席の上のねじ式クランプで固定する。クレーン基部前方には大きな探照灯が装備されている。アーム半径は約3m、吊り上げ荷重は約1.5t。
本車の装甲は6mmから8mm、操縦室は車体後方から見て上面と右側にハッチがある。操縦手は操縦室右側に乗る。車体左側にエンジンが搭載されており、車体前方の変速機へ動力を送る。操向はクラッチ・ブレーキ方式。燃料タンクは3個設けられ、1個は操縦手の座席になっている。容量合計は180リットル、行動能力はおよそ10時間。
走行装置は前方に直径48cmの起動輪、直径22cmで複列の8個の転輪、後方の誘導輪をそなえる。また上部転輪はゴム付き、直径27cmのものを2個そなえた。履帯はセンターガイド式である。懸架装置は横置きばねのシーソー懸架で、ばねは2輪一組のボギーを2つ支持している。